# Fulvia af Anholt
Fulvia af Anholt ist eine Galeasse, die 1898 in Faxe Ladeplads vom Stapel lief und heute als Traditionsschiff unter deutscher Flagge segelt.

## Geschichte
Das Schiff wurde als Postsegler 1898 im Auftrag von Postfahrer Peter Petersen in Dänemark als Post- und Passagiersegler für die Route Grenå–Anholt gebaut. Unter dem Namen Anna Elisabeth wurde es später als Post- und Gütertransportschiff im Kattegat, später auch im allgemeinen Frachtverkehr in der Nord- und Ostsee eingesetzt. 1903 verkaufte der nächste Besitzer J.J. Norre aus Aggersund, das Schiff wurde auf Marianne umgetauft und kam nach Lögstör (Limfjord). 1918 wurde sie an H.E. Thulin in Rudkøbing verkauft und hieß jetzt Rosa. 1919 ließ Thulin den ersten Motor in das Schiff einbauen: einen 1-Zylinder-Dieselmotor mit 35 PS, später mit 48 PS und 27 PS (1925). Nach einer weiteren wechselvollen Karriere mit häufig wechselnden Eignern, Namen und Heimathäfen ging das Schiff 1972 bis 1975 zur Totalrestauration auf die J. Ring-Andersen Schiffswerft in Svendborg. Seit 1982 fährt es unter deutscher Flagge. Bei der Restauration wurde die Ketschtakelung um eine Breitfock ergänzt. Im Jahr 2000 wurde die Fulvia nochmals aufwendig restauriert. So wurden große Teile neu beplankt, eine neue Welle eingebaut, der Achtersteven sowie fast alle Backbord-Spanten ausgewechselt.
Das Schiff gehört seit 1982 einer privaten Eignergemeinschaft aus Köln und liegt im Museumshafen Flensburg. Die Fulvia nimmt regelmäßig an vielen Segelevents wie der Rum-Regatta, der Hanse-Sail Rostock oder der Kieler Woche teil.

## Unfälle
Am 16. Juli 1936 schlug die unter dem Namen Gudrun fahrende Fulvia nach einer Grundberührung leck und sank an der Nord-West-Küste von Livø am Limfjord. Die Besatzung konnte sich mit einer Jolle retten. Die Ursache war ein schwerer Sturm, bei dem das vor Anker liegende Schiff mit dem Anker driftete und auf Grund lief. Das mit Steinen beladene Schiff wurde kurze Zeit später geborgen.
Am 12. Juni 1939 war das Schiff erneut in der Nähe von Hals (Limfjord) bei Nebel auf Grund gelaufen und wurde später durch einen Bergungsschlepper freigeschleppt.